# Radio Armonía
El Ministerio de Comunicaciones Evangélicas Armonía, más conocido como Radio Armonía, es una estación radial chilena fundada el 1 de noviembre de 1990, y se constituye en la continuadora de Nueva Radio Talcahuano AM. Su línea editorial es programar contenido con un enfoque religioso evangélico.

## Historia
En 1992 comienza su señal AM CB-160 desde la ciudad de Santiago. El 1 de enero de 1994 inició sus transmisiones Radio Armonía FM de Viña del Mar, para todo el Gran Valparaíso. En ese mismo mes, el día 30, se dio comienzo a las transmisiones de Radio Armonía FM de Talcahuano. 
Inmediatamente, en febrero de 1994, nace Radio Armonía FM de La Serena y algunos meses después, en mayo, sale al aire Radio Armonía FM, de Talca. Posteriormente obtiene una frecuencia FM en Santiago (106.3; actual 104.5) y un par de años después deja su señal AM a Radio Plenitud, la que hoy en día es Nuevo Tiempo. A partir de esa fecha, hasta septiembre de 1996, Radioemisoras Armonía, con sus estaciones unidas vía satélite, cubre con su señal todas las regiones del país, con un alcance potencial del 90% de la población nacional.

## Frecuencias anteriores
- 104.9 MHz (Iquique); hoy Radio Caribe.
- 90.7 MHz (Ovalle); hoy Radio Visión.
- 104.9 MHz (Los Vilos).
- 92.1 MHz (San Felipe/Los Andes).
- 89.7 MHz (La Calera).
- 92.7 MHz (Quintero).
- 93.7 MHz (Quillota).
- 940 kHz (Viña del Mar); hoy Radio Valentín Letelier.
- 93.7 MHz (Viña del Mar); hoy Radio Festival.
- 101.1 MHz (Gran Valparaíso); hoy Tele13 Radio.
- 106.3 MHz (Santiago); disponible sólo para radios comunitarias.
- 106.5 MHz (Melipilla); disponible sólo para radios comunitarias.
- 98.1 MHz (Curicó).
- 92.3 MHz (Talca) Hoy Radio FM Más.
- 89.1 MHz (Talca).
- 92.5 MHz (Chillán); hoy Radio Emaus.
- 104.9 MHz (Talcahuano).
- 1460 kHz (Talcahuano); hoy Radio Colo Colo, sin relación con Fundación Armonía.
- 101.1 MHz (Concepción); hoy Radio FM Dos, sin relación con Fundación Armonía.
- 99.5 MHz (Concepción).
- 93.7 MHz (Curanilahue).
- 106.1 MHz (Antuco); hoy Radio Octava Digital FM, sin relación con Fundación Armonía.
- 89.9 MHz (Angol).
- 101.3 MHz (Gorbea); hoy Radio Esperanza en Temuco.
- 1250 kHz (Valdivia); hoy Radio Pilmaiquen.
- 1210 kHz (Puerto Montt); hoy Radio La Señal, sin relación con Fundación Armonía.
- 99.7 MHz (Punta Arenas); no existe.